# Делтовидна диоскорея
Делтовидните диоскореи (Dioscorea deltoidea) са вид растения от семейство Диоскорееви (Dioscoreaceae). Използват се за храна.

## Вариетети
- Dioscorea deltoidea var. orbiculata